# Tréflez
Tréflez is een gemeente in het Franse departement Finistère (regio Bretagne) en telt 901 inwoners (2008). De plaats maakt deel uit van het arrondissement Morlaix.

## Geografie
De oppervlakte van Tréflez bedroeg op 1 januari 2022 15,76 vierkante kilometer; de bevolkingsdichtheid was toen 62,4 inwoners per km².

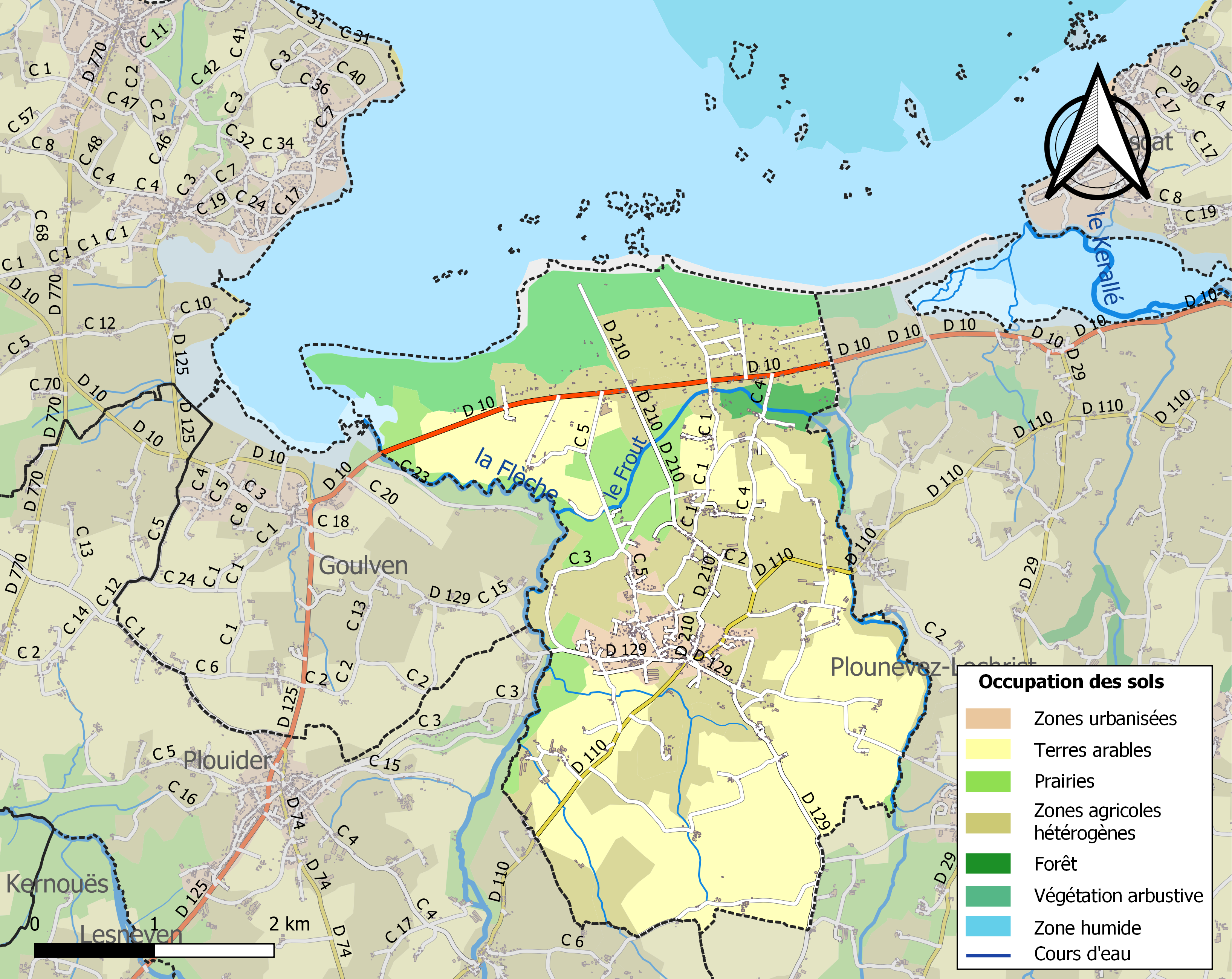
Kaart van de gemeente met belangrijkste infrastructuur, bodemgebruik en omliggende gemeenten

## Demografie
Onderstaande figuur toont het verloop van het inwonertal (bron: INSEE-tellingen).

## Personen die zijn geassocieerd met Tréflez
- Pierre Pincemaille (1956-2018), Frans organist, begraven in Tréflez.